# Morengo
Morengo ist eine italienische Gemeinde (comune) mit 2488 Einwohnern (Stand 31. Dezember 2023) in der Provinz Bergamo, Region Lombardei.

## Geographie
Morengo liegt 20 km südlich der Provinzhauptstadt Bergamo und 40 km östlich der Metropole Mailand.
Die Nachbargemeinden sind Bariano, Brignano Gera d’Adda, Caravaggio, Cologno al Serio, Martinengo, Pagazzano und Romano di Lombardia.

## Sehenswürdigkeiten
- Der Palazzo Giovanelli (heute Rathaus) wurde 1669 als Sitz einer wohlhabenden Familie gebaut.
- Die Pfarrkirche San Salvatore stammt aus der zweiten Hälfte des 18. Jahrhunderts.

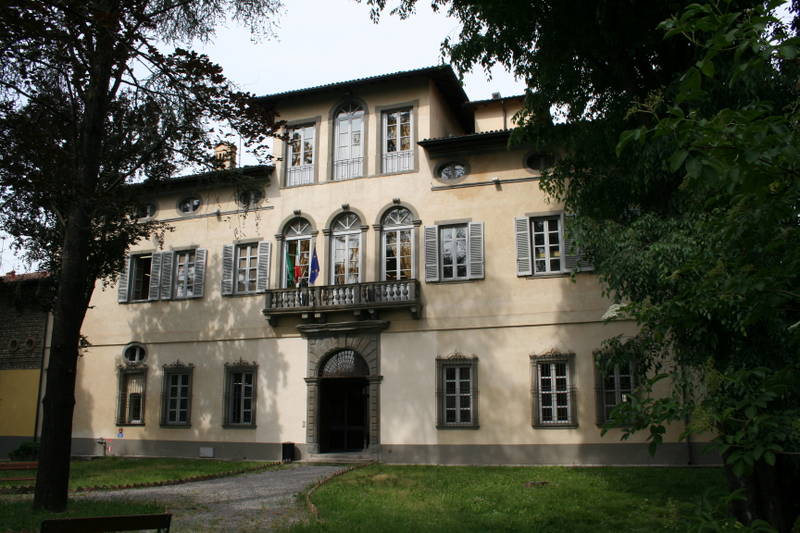
Rathaus im Palazzo Giovanelli
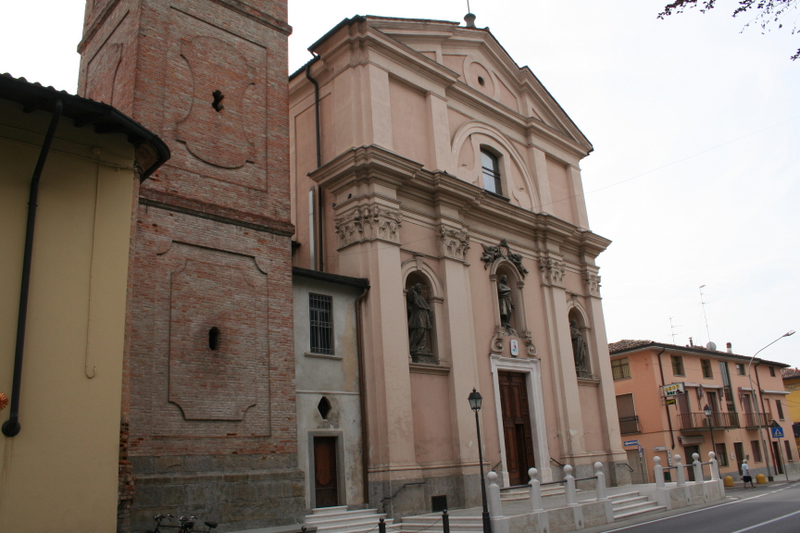
Pfarrkirche San Salvatore